# シュミーズ

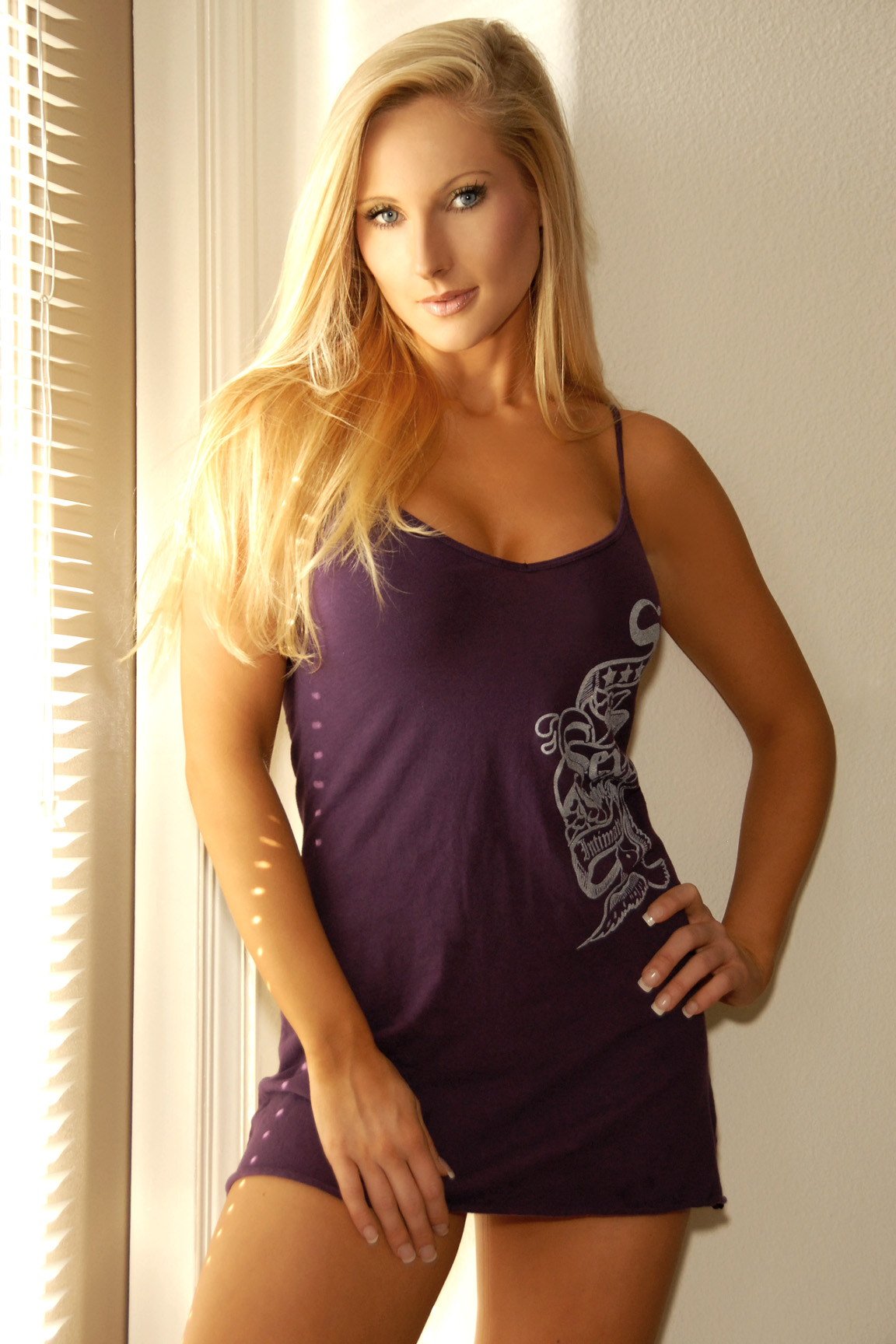
現代の女性用シュミーズの一例。

シュミーズ（仏: chemise）は、西洋で中世以降使われてきた肌着。時代と性別により様々な形式が見られるが、現代の女性用は肩から紐で垂らした筒型が胴部をゆるやかに覆うスタイルであり、スリップと混同されることが多い。日本ではしばしば「シミーズ」とも表記・発音された。
日本ではもっぱら女性用を指す。フランスでは男性用の場合、シャツを指す。
スリップの目的はドレスの着こなしの改善であり、装飾性にも配慮されるが、シュミーズは肌に直接つけて保温し、また上衣を汗と脂から守ることが目的であり、実用性が重視される。

## 歴史
西洋で重ね着の習慣が起こったのは中世以降であり、まず古代のチュニックを元としてスモックが作られ、さらにそれがシュミーズに発展したと考えられる。シュミーズが男女の肌着として一般化するのは13世紀以降だが、当時は長袖つきのスモック様（白麻のワンピース形式）であり、それが15-16世紀頃まで続いた。

### 男性用
13-14世紀のシュミーズの丈は、上衣によって異なるものの相対的に女性用より短く、長いものでは前後にスリットが入ったものが多かった。衿ぐりや袖口をレースで装飾したものもあった。

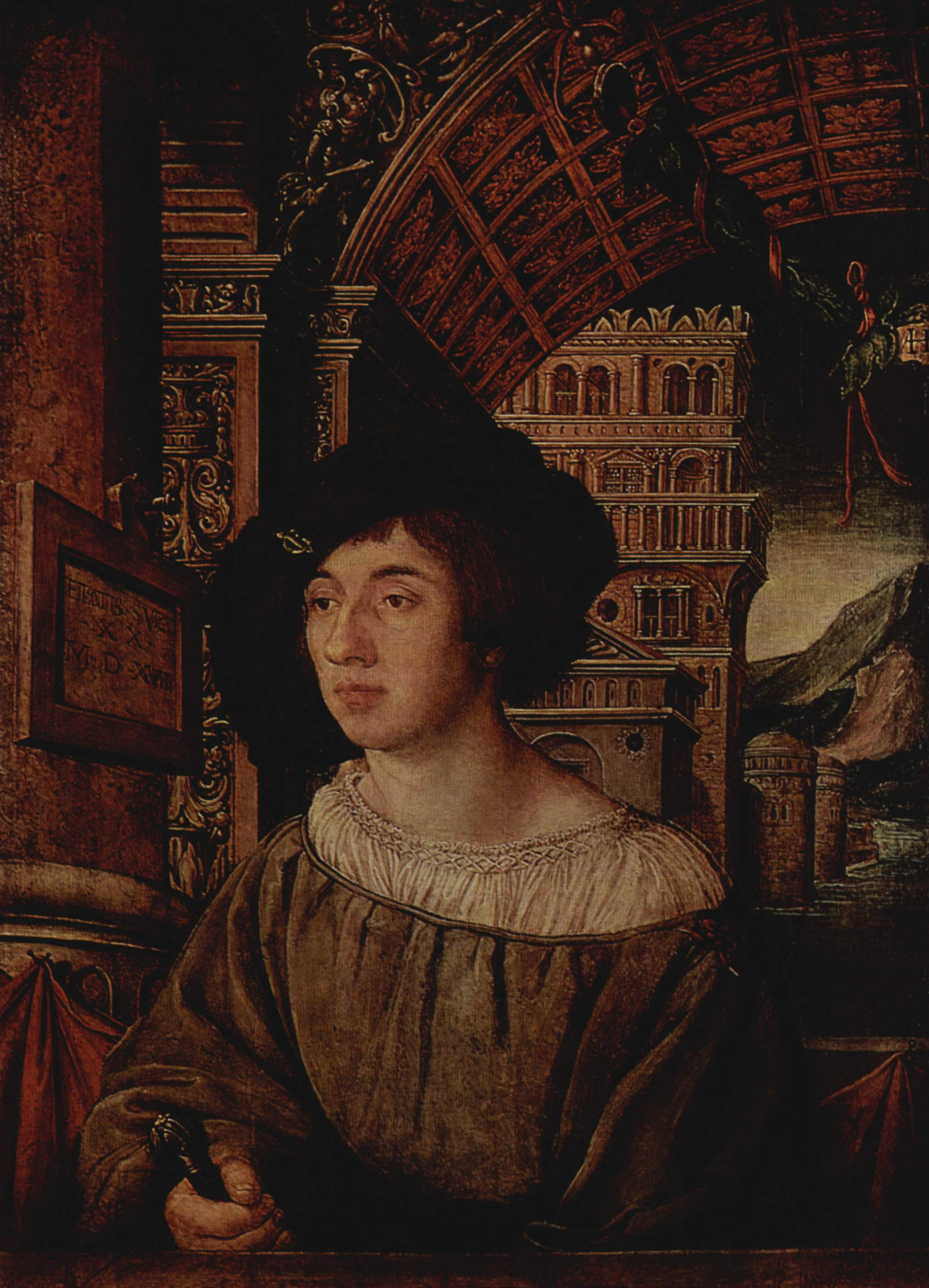
16世紀ドイツの男性。白いシュミーズの衿ぐりにスモッキングが施されている。

ルネサンス期にはプールポワンの開けた衿ぐりから白いシュミーズをのぞかせることが流行した。シュミーズの衿元、袖口、裾は刺繍、フリルで装飾され、素材には絹が使われることもあった。
バロック期になると、プールポワンの丈が縮まる一方、その下から長いシュミーズをはみ出させ、ふっくら膨らませることが流行した。丈は腰高で、袖は手の上までたっぷり覆うほど長く、襞がつけられた。17世紀後半にはだぶつきが減ったものの、やはり盛装に欠かせない衣服としてヴェストの下に重ね着された。
ロココ期には衿元がフリル、レース、ジャボで、袖口がフリルで装飾された。17-18世紀は、男性用・女性用を問わず、シュミーズの華美な装飾が頂点に達した時期である。フランス革命後は、服装が市民調へと変わってゆくにつれ、シュミーズも次第に装飾性よりは実用性が重視されるようになった。
19世紀初頭には、イブニング用にレース付きの美しいシュミーズが使われていた。多くは白い麻布製で、12-15センチ幅で前の開いた立衿がつき、長い袖にはカフスがつけられた。これは現在のシャツの原型と考えられる。折衿の場合は2個のボタンで身頃に留め、それにクラバットをつけた。1850年代には袖が短くなり、すぼめた袖口にレースやフリルがつけられた。1860-1870年代には前中央を裾までボタン留めするスタイルが現れた。夜会用のものは衿開きが大きく、衿・袖・裾などが縁飾りされた。裾は直線に作られたが、のちに前後が丸く裁断されるようになった。1890年頃のシュミーズはリネンかピケで作られ、色は白、あるいはピンクかブルーの縞柄だった。一般にクラバットがつけられたが、シュミーズの衿が次第に小さくなるにつれ、クラバットも小型化していった。
20世紀に入り、シュミーズは無装飾の前面をボタンがけする形式となり、カフスのついた袖口をカフスボタンで留めるようになった。カフスや衿を別仕立てとし、必要に応じて取りかえるものもあった。このようにして現在のワイシャツのスタイルが成立していった。

### 女性用
13-14世紀のものは足首までたっぷり丈があり、コット、シュールコー、ショースと共に用いた。下層階級の場合はシュミーズの上にコルセを着た。
15世紀には、白絹に刺繍を施すなど貴婦人向けの贅沢な品が見られた。16世紀のシュミーズは装飾的で、衿の襞飾りが首の周りにのぞいていることが多かった。1570年以降は衿がやや低まり、後方が高く、着やすくなった。17世紀にはサロンでの挙止を美しく見せるため、レース、刺繍、フリルなどを使った装飾が強調された。18世紀には、上衣の袖丈が長くなるにつれシュミーズの袖が短くなり、18世紀末には現在のシュミーズに近い、衿あきの広い形が生まれている。袖はかなり短いか、パフ・スリーブが付く程度だった。

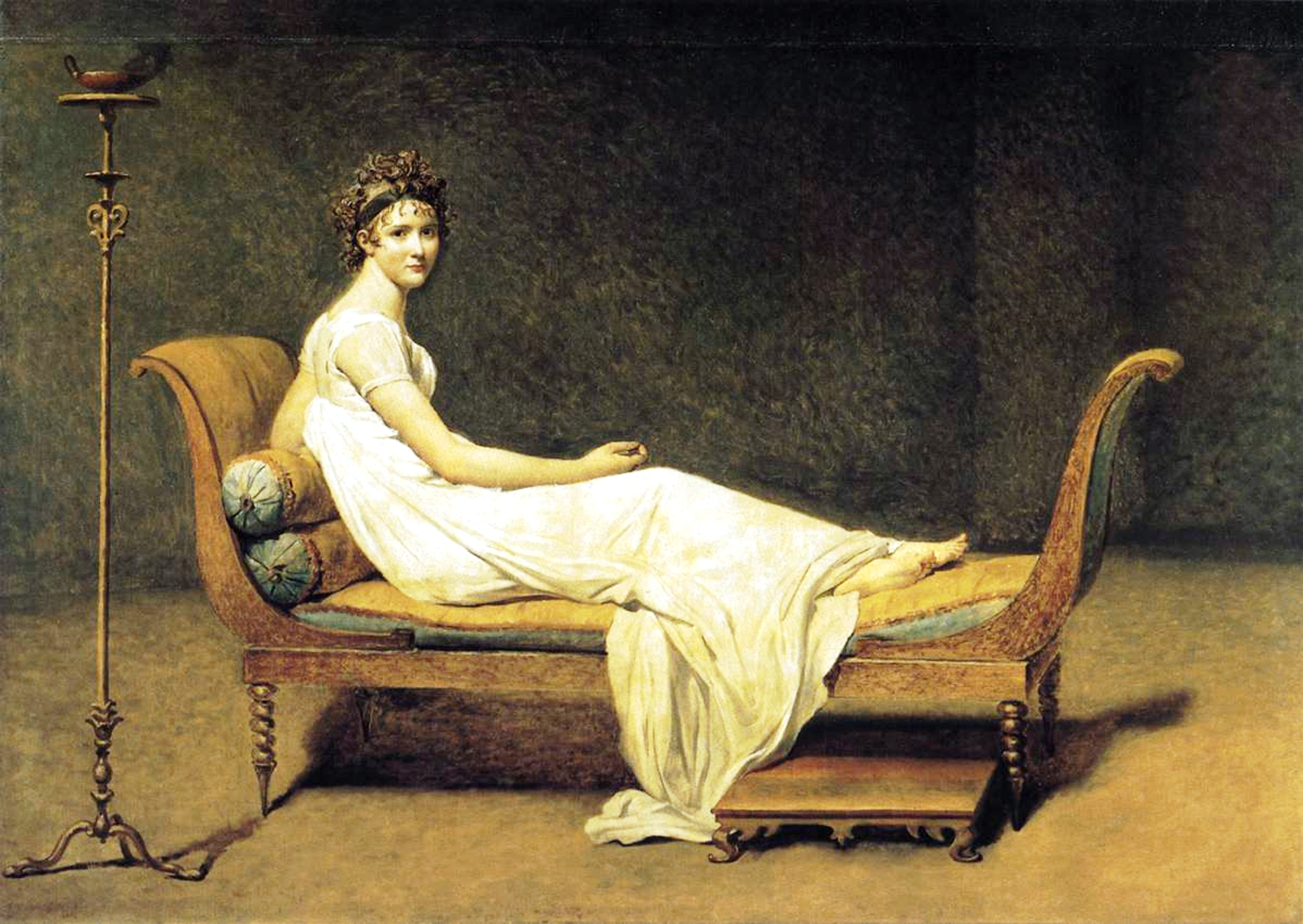
ジャック＝ルイ・ダヴィッドの『レカミエ夫人の肖像』に描かれたエンパイア・スタイルのシュミーズ・ドレス。

19世紀初頭のエンパイア・スタイルの時期にはシュミーズ・ローブ（シュミーズ・ドレス）が流行し、その間、エンパイア・スタイル末期あるいは王政復古までは、肌着としてのシュミーズは省略された。

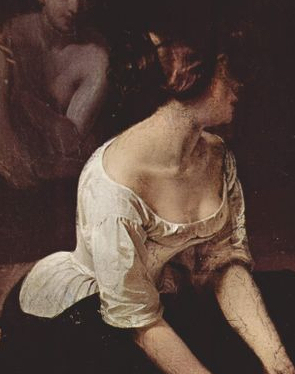
1830年代のシュミーズ。上からコルセットを巻き、黒いペティコートを穿いている。

1840年頃までの形式は全体に簡潔で、肩にギャザーが寄せられ、ロマンティック・スタイルに合わせ、短袖が多かった。
クリノリン・スタイルの時期には、素材に上質綿布を用い、衿を大きく角型に開け、ギャザーを入れた短袖が多い。裾は腰丈かそれ以上に短くなった。
バッスル・スタイルの時期には、ほっそりしたドレスに合わせるためシュミーズの装飾性は抑えられたほか、シュミーズ自身も細く長いシルエットを作るべく、裁断に様々な工夫が凝らされた。身頃が細くなり上からかぶることが難しくなったため、シュミーズは前開きとなり、そこをボタンでぴったりと閉じた。この頃から肩紐が使われるようになった。シュミーズの素材にはキャンブリック、リネン、上等の綿布が使われ、衿あき、袖口には縁飾りが施された。
1890年代にはコンビネーションが流行し、従来型のシュミーズはいったん廃れた。20世紀に入ってすぐにまたシュミーズは使われるようになり、第一次世界大戦までは一般にエンパイア・スタイルのシュミーズが使われた。すなわち、大きい角型の衿あきを持ち、上体をレース・リボン・刺繍などで飾り、いくぶん体型に沿った胴部となっていた。1924年頃、ヴェスト型のシュミーズ（シュミーズ・ヴェスト）が現れた。また同時にこの頃、ペティコートの丈が上がって肩から吊り下げるようになり、現代スリップの原型が成立した。
1930年頃を境に、スリップの普及と同じくして肌着としてのシュミーズは使われなくなってゆき、今日では殆ど用いられなくなった。現在はシュミーズに替わって木綿、ウール、化学繊維で作られるキャミソールが主流である。
肌着としてのシュミーズが敬遠される要因として次が挙げられる。
- 女性のプロポーションが重視されるようになり、そのボディラインをシュミーズが崩してしまうため[1]。
- 生活環境の変化による下着の省略など[3]、衣服形態の簡素化が進んだため[6]。
- 積極的に肌を見せるスタイルの流行[3]。
- 薄く軽い素材をいかに着こなすか、あるいは動作をいかに美しく見せるか、など審美的観点の変化[3]。

本来のシュミーズが不要となったことで、スリップとの混同が引き起こされた。

## 語源
chemise はラテン語でショート・シャツあるいは亜麻製のシャツを意味するカミシア camisia から来た語と一般に考えられている。ギリシャ語のキトン chiton から来たとも言われるが明らかでない。
12世紀にはシェーンズと呼ばれ、それがシュミーズに転じた。